# Sindrome da dolore parossistico estremo
La sindrome da dolore parossistico estremo, conosciuta anche come PEPD, acronimo dall'inglese Paroxysmal extreme pain disorder, è una rara condizione caratterizzata da estremo dolore generalizzato e da arrossamenti cutanei.
Il dolore può essere evocato semplicemente anche da un lieve tocco della pelle. A lungo la malattia è rimasta sconosciuta così come le cause che poi furono ricondotte ad una mutazione dei canali del sodio voltaggio dipendenti NaV1.7. Questi tipi di canali sono coinvolti nella trasmissione degli impulsi nervosi nocicettivi. La loro mutazione ne può causare l'attivazione anche in seguito a stimoli non dolorosi. La loro attivazione quindi stimola le terminazione nervose nocicettive facendo percepire dolore anche in assenza di stimoli dolorosi.
I farmaci utilizzabili sono quelli antiepilettici quali carbamazepina, gabapentina e topiramato.